# Le Rôle de sa vie (téléfilm, 2013)
Pour les articles homonymes, voir Le Rôle de sa vie.
Le Rôle de sa vie (Reading, Writing & Romance) est un téléfilm américain réalisé par Ernie Barbarash et diffusé le 10 août 2013 sur Hallmark Channel.

## Fiche technique
- Titre original : Reading, Writing & Romance
- Réalisation : Ernie Barbarash
- Scénario : Todd Mattox
- Photographie : James W. Wrenn
- Pays d'origine :  États-Unis
- Langue originale : anglais
- Durée : 100 minutes
- Date de diffusion :
  -  France : 10 février 2014 sur M6

## Distribution
- Eric Mabius (VF : Anatole de Bodinat) : Wayne
- Virginia Williams (VF : Rafaèle Moutier) : Amy
- Stefanie Powers : Brenda
- Meredith Baxter (VF : Blanche Ravalec) : Elaine
- Tiffany Boone : Jenny
- Cassandra Braden : Loretta
- Bart Braverman (VF : Gilbert Lévy) : Marty
- Courtney Taylor Burness (de) (VF : Leslie Lipkins) : Karly
- Piper Curda : Fiona
- B.J. Mitchell : Spencer
- Martin Mull : Phil
- Charlene Tilton : Penny